# فرودگاه داخلی الاحصا
فرودگاه داخلی الاحصا (به انگلیسی: Al-Ahsa Domestic Airport) (به زبان بومی: Matar al-Hufuf al-eqlimy) یک فرودگاه با کد یاتا HOF است که یک باند فرود آسفالت دارد و طول باند آن ۳۰۶۰ متر است. این فرودگاه در شهر هفوف کشور عربستان سعودی قرار دارد و در ارتفاع ۱۷۹ متری از سطح دریا واقع شده‌است.

## شرکت‌های هواپیمایی و مقصدهای پروازی

### مسافری
| شرکت‌های هواپیمایی | مقصدهای پروازی          |
| ----------------- | ----------------------- |
| فلای‌دبی           | دوبی                    |
| نسما ایرلاینز     | منطقه‌ای هائیل           |
| هواپیمایی سعودی   | ملک عبدالعزیز، ملک خالد |